# Ducato di Lancaster
Il Ducato di Lancaster (in inglese: Duchy of Lancaster) è dal 1399 possedimento privato del re d'Inghilterra, in quanto Duca di Lancaster. Il principale proposito di questo possedimento era quello di provvedere ad una rendita indipendente per il Sovrano. Il possedimento consiste in un insieme di terre e proprietà amministrate, per conto del sovrano, dalla Crown Estate. Il ducato è composto da 18.433 ettari di terreno (tra cui diversi possedimenti rurali e fattorie), possedimenti urbani, strutture storiche e proprietà commerciali tra Inghilterra e Galles, in particolare nel Cheshire, Staffordshire, Derbyshire, Lincolnshire, Yorkshire, Lancashire e nel Savoy Estate di Londra. Il Ducato di Lancaster è uno dei ducati reali; l'altro è il Ducato di Cornovaglia, che provvede al sostentamento del principe di Galles.
Il bilancio chiuso al 31 marzo 2015 ha riportato un valore di 472 milioni di sterline. L'entrata annua che il ducato deve al sovrano come duca di Lancaster ammonta a 16.000.000 di sterline annue. Dal momento che le terre e le proprietà del ducato sono inalienabili da parte del sovrano, egli non è ad ogni modo titolare dei profitti che sulla base del concordato con Giorgio III vengono passati allo stato inglese in cambio di una rendita annuale per il sovrano concessa come "stipendio". Il Ducato di Lancaster non è soggetto a tassazione: nonostante questo, i sovrani inglesi ne hanno volontariamente pagato le tasse dal 1993.
Il ducato viene amministrato per conto del sovrano dal Cancelliere del Ducato di Lancaster, un ministro del governo nominato dal sovrano su consiglio del Primo Ministro, e dal Clerk of the Council. La gestione giornaliera degli affari e delle proprietà relative al ducato viene delegata a degli ufficiali prescelti dal consiglio del ducato di Lancaster, mentre il Cancelliere risulta responsabile della sua amministrazione presso il Parlamento inglese.

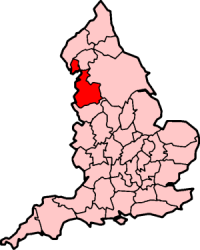
La contea palatina del Lancashire in Inghilterra

Il duca esercita ancora oggi alcuni poteri e a lui sono riferiti alcuni doveri cerimoniali nei confronti della Corona nella contea storica del Lancashire, che (oltre al Lancashire propriamente detto) include anche parti delle attuali Greater Manchester e Merseyside oltre ad alcune parti della Cumbria. Sulla base del Local Government Act 1972, il sovrano in quanto duca di Lancaster ha il diritto di nominare gli Alti sceriffi e i Lord luogotenenti nei territori di Greater Manchester, Merseyside e Lancashire.

## Storia
Il ducato di Lancaster venne creato per il figlio minore di Edoardo III d'Inghilterra, Giovanni Plantageneto, il quale acquisì le terre che lo costituirono per matrimonio con l'erede della casata dei Lancaster, Bianca. L'eredità dei Lancaster risaliva al 1265, quando Enrico III l'aveva garantita a suo figlio minore Edmondo, composta da terre espropriate a Simon de Montfort, VI conte di Leicester. Nel 1266, si aggiunsero le proprietà di Robert de Ferrers, VI conte di Derby, altro protagonista della Seconda guerra dei baroni. Nel 1267 vennero aggiunti la contea, gli onori e il castello di Lancaster. Nel 1284 Edmund ottenne il Manor of Savoy da sua madre, Eleonora di Provenza, nipote del feudatario originale, il conte Pietro II di Savoia. Edoardo III elevò il Lancashire a contea palatina nel 1351, e il detentore del titolo, Enrico Plantageneto, nipote di Edmund, venne creato duca di Lancaster. Dopo la sua morte, un documento del 1362 conferì il ducato a suo genero, Giovanni di Gaunt, conte di Lancaster, e ai suoi eredi maschi.
Il primo atto di Enrico IV asceso al trono fu di dichiarare che la sua personale eredità sul ducato di Lancaster fosse da considerarsi separata dai possedimenti della corona e dovesse continuare ad essere conferita ai suoi eredi maschi. Questa separazione delle identità venne confermata nel 1461 da Edoardo IV, quando incorporò l'eredità e le responsabilità palatine comprese nel titolo di duca di Lancaster e stabilì che il titolo dovesse costituire un'eredità separata per sé e per i propri eredi, slegata quindi dalla Corona inglese. Il ducato passò quindi di mano in mano a tutti i monarchi regnanti in Inghilterra e Gran Bretagna sino al 1760, quando la sua entità privata venne concessa alle Crown Estates in cambio di uno stipendio annuo. Esso appartiene di diritto formalmente ancora oggi a tutti i monarchi regnanti (attualmente Carlo III del Regno Unito).
Nel 2011, il ducato ha venduto molte fattorie facenti parte del proprio beneficio nel Lancashire, e ha donato un lotto di terra alla Winmarleigh Village Hall nel giugno del 2012.
Nel 2017, il Paradise Papers ha riportato degli investimenti del ducato in porti franchi come le Isole Cayman e le Bermuda. Il leader del partito laburista, Jeremy Corbyn, ha criticato tale decisione, asserendo che proprio la regina avrebbe dovuto scusarsi per questi investimenti compiuti in porti franchi, evitando così la tassazione. Un portavoce del ducato ha dichiarato però che tali investimenti erano assolutamente legittimi e che la regina pagava le tasse in patria sulle rendite derivate dagli investimenti sul ducato.

## Ruolo
Il ducato è proprietà personale del monarca dal 1399, quando Enrico di Bolingbroke, che lo deteneva, salì al trono e divenne re Enrico IV.
Il direttore del ducato è il Cancelliere del Ducato di Lancaster, una posizione talvolta detenuta da un ministro del gabinetto di governo, sebbene la sua carica sia più ravvicinabile a quella di un ministro senza portafoglio.
Il patrimonio del ducato è stato valutato al 31 marzo 2015 in 472.000.000 di sterline, con una rendita annua di 16.000.000.
Il consiglio del ducato si occupa della gestione quotidiana degli affari del ducato. Il cancelliere è responsabile della nomina dei suoi sottoposti e agisce per conto del re in quanto reggente effettivo del ducato e suo proprietario.

## Prerogative reali
Sia il Ducato di Lancaster che il Ducato di Cornovaglia hanno speciali diritti legali che non sono riscontrabili in nessun'altra ripartizione dell'Inghilterra o in nessun altro titolo di parìa o di contea palatina, come ad esempio la bona vacantia che opera a vantaggio del duca piuttosto che della Corona. Bona vacantia trae la propria origine dalla prerogativa reale e da due documenti legislativi: l'Administration of Estates Act 1925 e il Companies Act 2006.
In entrambi i casi viene stabilito come i diritti del duca, in questo particolare stato, prevalgano prima ad esso che al monarca, essendo de facto le due posizioni sovrapposte, ma solo per un casus, e quindi ogni atto del Parlamento, formalmente, deve contenere delle particolari esenzioni per questi due ducati nei termini della propria applicazione, tenendo presente questa situazione. Particolari regolamenti, infatti, sono dedicati all'alienazione della terra facente parte di questi distretti.

## Possedimenti
I possedimenti del ducato sono suddivisi in sei unità, cinque rurali e una urbana. Le unità rurali costituiscono il grosso dell'area, ma quella urbana genera un'entrata maggiore.
- Le scogliere del Lancashire, da Barrow in Furness a nord sino al fiume Mersey a sud[27]
- Minerals[28]
- Il Castello di Lancaster[29]
- L'Unità del Lancashire - suddivisa a sua volta in cinque compartimenti rurali, per un totale di 3900 ettari di terra[30]
  - Patten Arms pub[19]
  - Tenuta di Myerscough (dal XIII secolo)
  - Tenuta di Salwick
  - Tenuta di Wyreside
  - Tenuta di Whitewell - 2400 ettari nella Foresta di Bowland
- L'Unità del Cheshire[31]
  - Crewe - oggi composta da 1380 ettari di terreno
    - Crewe Hall Farm
- L'Unità del Sud - in gran parte nel Northamptonshire e nel Lincolnshire, con 3382 ettari di terra agricola[32]
  - Higham Ferrers, nel Northamptonshire - acquisita nel 1266 con due altre fattorie, contiene al proprio interno la Vocational Skills Academy, il Milton College e un campo da golf a 18 buche
  - Ogmore Estate - 1500 ettari e una cava di calcare, il Castello di Ogmore e un campo da golf
  - Castleton estate - 114 ettari di terra da pascolo 
    - Castello di Peveril, Derbyshire
    - Peak Cavern, attrazione turistica
    - diritti minerari storici

  - Castello di Bolingbroke, Lincolnshire
  - Park Farm
  - Donington
  - Quadring Fen Farm
  - Quadring
  - Drayton House Farm, Swineshead
- L'Unità dello Staffordshire - 3000 ettari nello Staffordshire, 60 case, un mulino per la legna, centri equestri e un aeroporto privato, 242 ettari di foresta[33]
  - Castello di Tutbury, Staffordshire
- L'Unità dello Yorkshire - 6800 ettari[34]
  - Tenuta di Goathland - 4100 ettari
    - brughiera, la maggior parte dichiarata Sito di Specifico Interesse Scientifico (SSSI)

  - Tenuta di Cloughton - 1000 ettari di terra aratoria lungo le coste dello Yorkshire
    - Scalby Lodge

  - Tenuta di Pickering - insieme di proprietà agricole e terra aratoria
    - Pickering Castle, North Yorkshire

  - Tenuta di Pontefract - un'unica grande fattoria con diverse proprietà commerciali
    - Castello di Pontefract
- L'Unità urbana[35]
  - Tenuta di Savoy, Londra
    - Cappella Reale dei Savoy
    - Wellington House

  - Tenuta di Harrogate Estate - casa di cura, hotel e una scuola 
    - Harrogate Ladies College[29]
    - The Stray, 103 ettari di terra libera
    - Granville e Villiers House, complessi residenziali

## Rendite
Le rendite del ducato di Lancaster sono state profondamente incrementate nel corso degli anni. Nel 1952, la rendita annuale era di 100.000 sterline. Circa cinquant'anni dopo, nel 2000, esse erano già arrivate a 5.800.000 sterline, raggiungendo le 13.200.000 sterline nel 2010 e le 19.200.000 sterline nel 2017.